# UPS航空6號班機空難
UPS航空6号班机空難發生於2010年9月3日，失事飞机为由迪拜国际机场來往科隆/波昂機場的定期班机。该机从迪拜起飞后不久因货舱失火而坠毁，导致两名仅有的机组人员（机长和副机长）丧生。飞机在一处军用机场坠毁后即燃起大火，并造成几辆汽车起火。这宗事故是UPS航空營運以來第一宗致命事故。

## 事故飞机
事故飞机是架波音747-400F，注册编号N571UP。於2007年交付給UPS航空，配备4台通用电气CF6-80C2B5FG01引擎。事故飞机已經飛行了9,977飛行時數，同時在2010年6月進行一次大型檢查。截至事發當時，事故飞机是其中一架最新的波音747（在已經出廠的1,418架的747中，它是第1,393架出廠的747，即倒數第26架的747）。

## 經過
6号班机于2010年9月3日协调世界时14:51（當地時間18:51）自迪拜机场30R跑道起飞，飞往科隆/波恩機場。由來自肯塔基州路易維爾的48歲機長道格拉斯·兰普（英語：Douglas Lampe）和來自佛罗里达州桑福德的38歲副驾驶马修·贝尔（英語：Matthew Bell）驾驶。
15:15，发动机显示和机组警告系统显示FIRE MAIN DK FWD信息。机组在波斯湾上空，迪拜西北偏西方向120海里（220；140英里）报告驾驶舱内有火灾和烟雾，并开始紧急下降。之后不久机组宣布了紧急情况。航班當時正在巴林空中交通管制範圍中，由于浓烟阻碍视线，机组无法看清无线电面板來联系迪拜空管。虽然巴林空管为機組人員提供备降至100海里（190；120英里）外的多哈国际机场为选项， 但機長决定飛回迪拜。
在返回機場期間，機組人員開啟火災抑制系統，試圖抑制火勢。但在出現首次火災警報後約3分鐘後（UTC 15:18），大火開始擴散並已經對飛行控制造成嚴重破壞以及在駕駛艙產生濃煙，當機長開始緊急下降至10,000呎時發現無法控制飛機俯仰，同時看不到主飞行显示器，需要空中管制提供飛機高度，速度等基本資訊。
大火同時切斷了機長的氧氣供給系統，而機長在離席拿觀察席的後備氧氣面罩時因濃煙失去意識，濃煙也令副機長無法調校無線電和迪拜空中管制聯絡，只能和巴林空中管制聯絡。當飛機飛過巴林雷達管制和無線電聯絡範圍後，巴林空中管制要求飛機所在的阿布達比空中管制（其後加上迪拜塔台管制）提供飛機高度，速度等基本資訊，並要求在飛越巴林空中管制的飛機轉達。
空中管制員引導飛機降落至迪拜機場12L跑道，機組人員成功以自動駕駛飛回機場。但飛機在進場時因飛行高度太高，速度太快無法降落，飛機以340節在4,500呎飛越機場後，空中管制員指示飛機左轉向航向095度，打算指示飛機飛行多十英里外的沙迦機場降落，但副機駛錯誤輸入航向195度後右轉，副機駛嘗試更正航向時，飛機在失去俯仰控制下下降，信號最後在15:42（當地時間19:42）消失。
飛機在僅僅飛過一處名為迪拜矽谷綠州的加工出口區後，在Emirates路和Al Ain 高速公路間（離迪拜機場16.7公里外）的一處軍用機場墜毀。機上两名机组人员丧生。

## 调查
在事故發生後，美國國家運輸安全委員會宣佈會派一位調查人員協助阿拉伯联合酋长国通用民航管局（General Civil Aviation Authority）的調查。飛機製造商波音亦派出一組調查人員，以便在調查期間向阿拉伯联合酋长国提供技術支援。
通用民航管局在發現駕駛艙通話記錄器後不久，於2010年9月5日公佈初步調查報告。在9月7日，阿联酋當局公佈他們發現飛行資料記錄器。兩個記錄器在9月10日送到美國國家運輸安全委員會在華盛頓的總部作進一步分析。
2010年9月23日，通用民航管局表示兩個記綠儀在美國國家運輸安全委員會的實驗室中成功下載100%數據並進行進一步分析。
2010年11月，一位美國政府官員表示截至目前為止調查人員沒有發現恐怖襲擊和本宗空難有所關係。
在2013年9月24日，通用民航管局公佈長達324頁的詳細調查報告。調查報告指出他們「有理由相信」（with reasonable certainty）货机上數以千計的锂电池在貨艙引发大火，最終導致飛機墜毀。調查報告提出36個安全改善建議，其中包括改善貨艙煙霧感應器和滅火系統，提升貨倉防火耐熱度，全罩式氧氣面罩，視景增強保護系統EVAS(Enhanced Vision Assurance System)。
本宗事故也引發對於煙霧在駕駛艙累積的影響的安全隱憂以及對於防煙罩是否能否在駕駛艙使用。在事故發生前，飛機生產商和監管當局被指在飛行期間火災時，是否有足夠措施應對產生疑問。事故發生前後，美國國家運輸安全委員會詢問美国联邦航空管理局下令航空公司在貨機貨艙安裝自動滅火系統。UPS航空跟隨联邦航空管理局的決定，指示旗下飛行員在發生火災時進行機艙減壓和爬升至20,000英尺（6,100米）,令火焰無法從氧气加大火勢。

## 在事故後的反應
在2010年10月，美国联邦航空管理局發佈一項安全警告，通知UPS航空6號班機在事發當時攜帶大量鋰電池。其後美国联邦航空管理局發佈載客客機在攜帶大量鋰電池時的限制。
同樣，在2010年10月，波音宣佈修改飛行員留意有明火跡象時的程序，新的程序指示機組人員在三組空調系統中，至少要有一組系統運行，避免有大量煙霧在駕駛艙累積。
尽管全球航空业已经对锂电池的运输做出了加强保护，但在UPS航空6号班机失事一年后，韩亚航空991号班机的另一架波音747-400F再一次因为锂电池爆炸起火在济州岛以西的海域坠毁，造成机上2人（正、副驾驶）全部遇难。

## 相關節目
此事件將被收錄在空中浩劫的第15季 (S15E04) ，該集標題為 《独战关头》。